# Antem
Antem Carrossier (anfänglich: Antem & Monroig bzw. Antem Monroig & Guyot) war ein französisches Karosseriebauunternehmen, das in der Zeit zwischen den Weltkriegen und kurze Zeit danach noch hochwertige Einzelstücke auf der Basis von Oberklasse-Chassis sowie einige Aufbauten in Kleinserien fertigte.

## Jean Antem
Gründer des Unternehmens war der Spanier Jean Antem (1893–1972), der als Juan Antem je nach Quelle entweder in Barcelona oder in Palma de Mallorca geboren wurde. Antems Vater hatte einen Stellmacherbetrieb in Katalonien. Nachdem er in Spanien eine Lehre als Schmied absolviert hatte, übersiedelte Jean Antem 1910 nach Frankreich. In den folgenden Jahren arbeitete er in Paris für unterschiedliche Karosseriehersteller. Einige Quellen geben an, er habe auch eine Ausbildung bei Van den Plas absolviert. Ob es sich dabei um das belgische Unternehmen Carosserie Van den Plas handelte oder um den eigenständigen Pariser Betrieb Willy van den Plas, ist nicht geklärt. Während des Ersten Weltkriegs kehrte Antem nach Katalonien zurück, ging aber unmittelbar nach dem Waffenstillstand 1918 wieder nach Paris. 1929 nahm er die französische Staatsbürgerschaft an und änderte seinen Vornamen von Juan in Jean.

## Unternehmensgeschichte

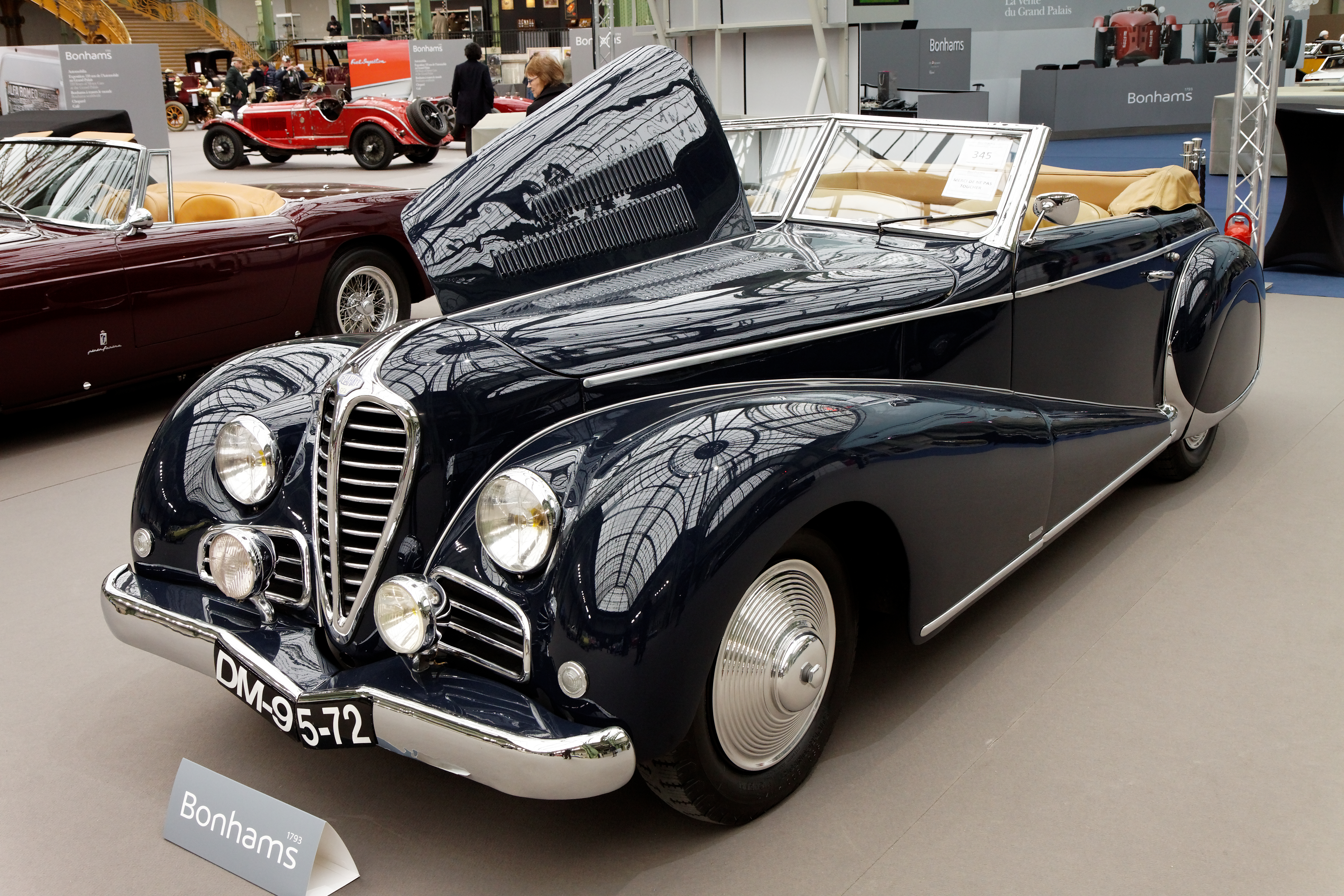
Ein Delahaye Type 135 M mit Cabriolet-Aufbau von Antem (1948)

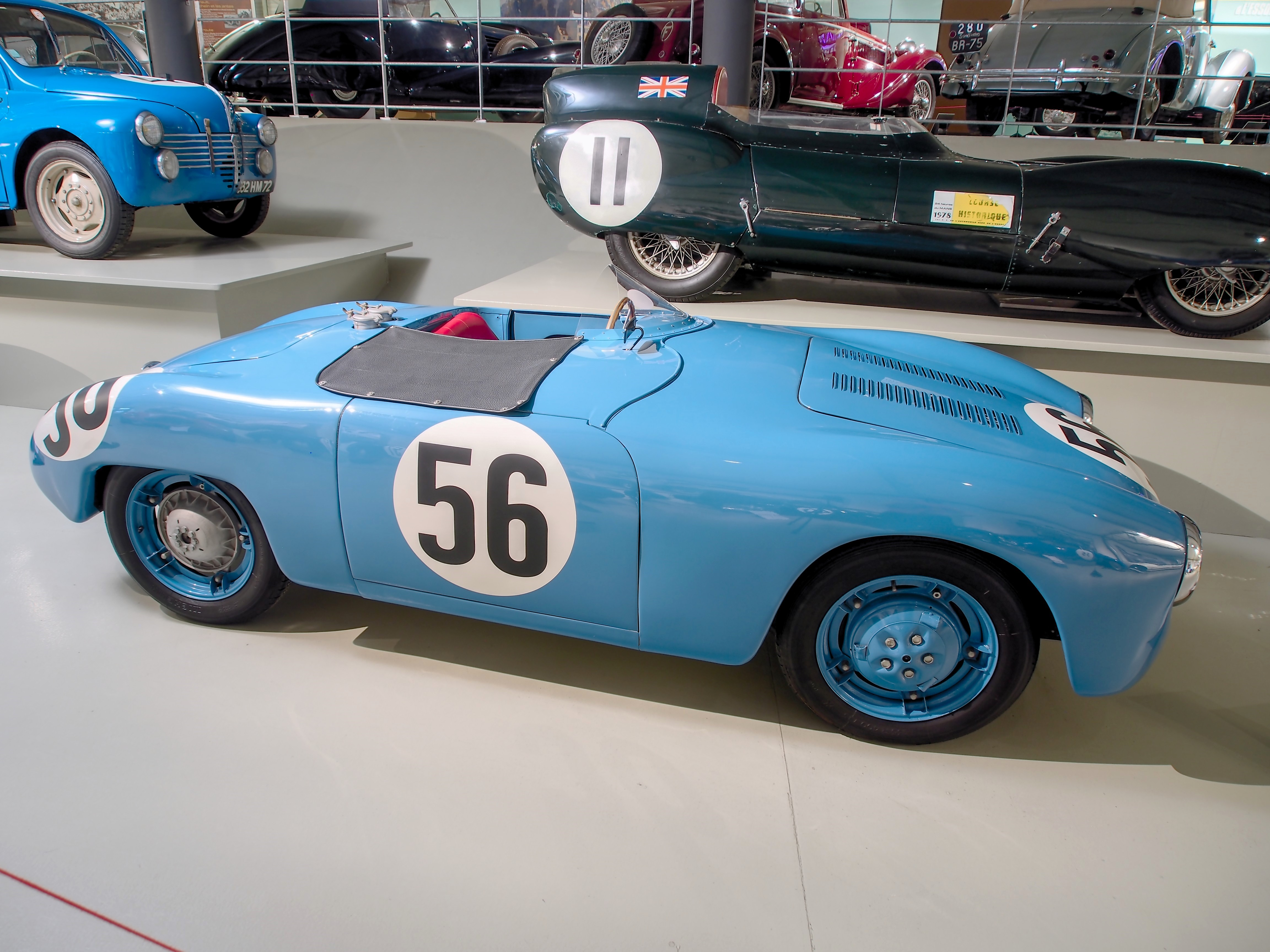
DB Panhard Barquette mit Antem-Karosserie (1951)

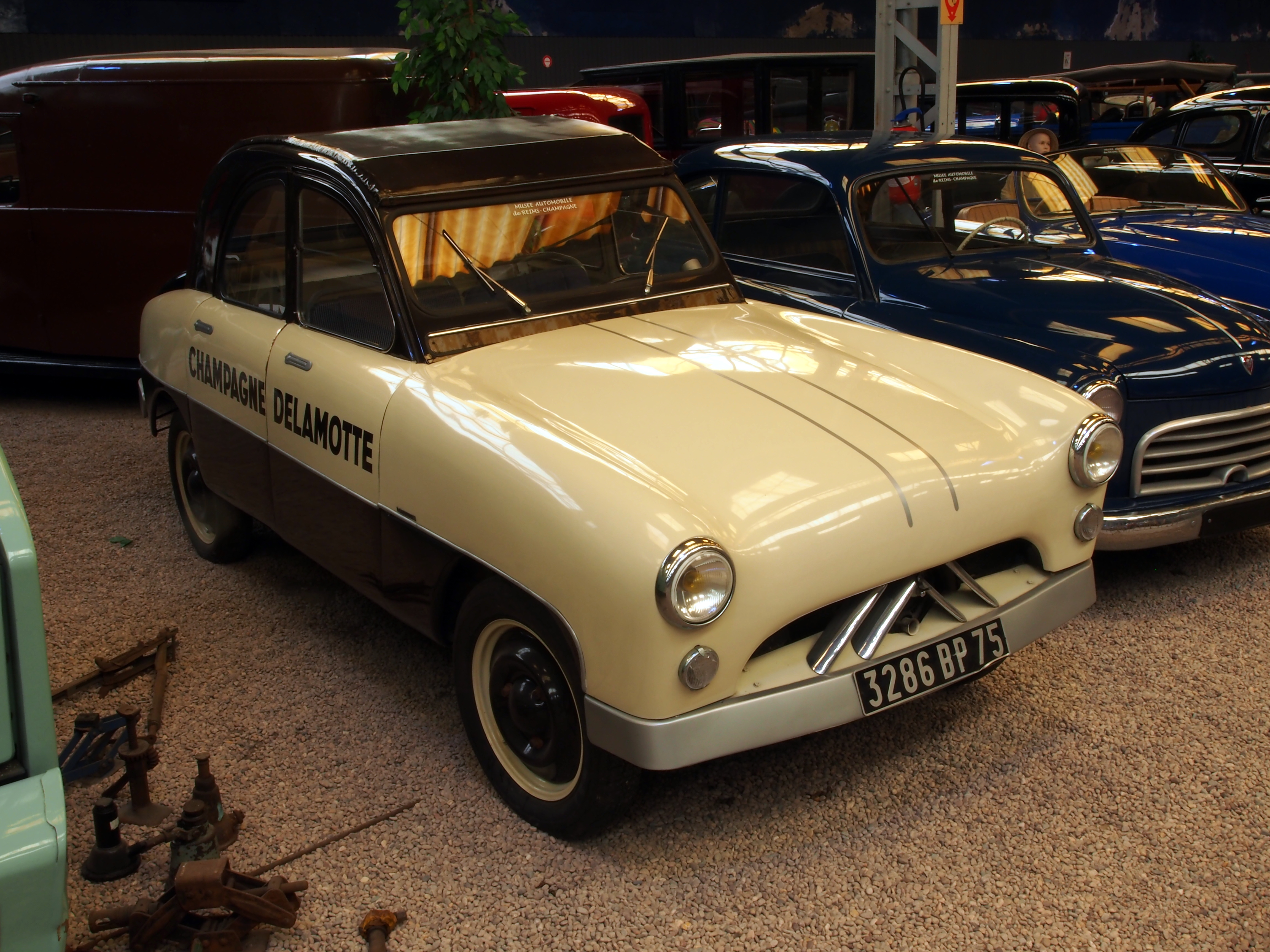
Antem-Limousine auf Citroën-2CV-Basis von Philippe Charbonneaux

1919 gründete Antem im Pariser Vorort Levallois-Perret eine Reparaturwerkstatt für Automobile. Daraus wurde, nachdem sich der Spanier Camille Monroig an dem Unternehmen beteiligt hatte, die Gesellschaft Antem & Monroig, die in Neuilly-sur-Seine ansässig war und ab 1924 Karosserien für Automobile produzierte. 1924 stellte Antem & Monroig erstmals auf dem Pariser Automobilsalon aus. 1925 bekam das Unternehmen einen weiteren Anteilseigner; es firmierte daraufhin als Antem Monroig & Guyot. Vier Jahre später übernahm Antem die Anteile seiner Geschäftspartner. Das Unternehmen hieß seitdem Antem Carrossier. Nach dem Ende des Zweiten Weltkriegs bezog Antem neue Räumlichkeiten in Courbevoie.
Die Bedeutung Antems wird unterschiedlich eingeschätzt. Einige Quellen halten das Unternehmen für einen der führenden französischen Carrossiers der Zwischenkriegszeit, andere sehen in Antem „einen der besten der zweiten Garnitur“.

### Automobilkarosserien
Antem fertigte in den 1930er-Jahren exklusive Einzelstücke auf Fahrgestellen von Delahaye, Talbot oder Bugatti; vereinzelt gab es auch Aufbauten für Mercedes- und Rolls-Royce-Chassis. Das wirtschaftliche Überleben sicherten in dieser Zeit allerdings Kleinserienaufträge für Ariès und Corre-La Licorne.
Nach dem Ende des Zweiten Weltkriegs nahm Antem die Karosserieproduktion wieder auf. Das Unternehmen konzentrierte sich vor allem auf den Oberklassehersteller Delahaye, wobei Antem einen Großteil der Karosserien für den Delahaye Type 235 lieferte. Die Aufbauten galten in stilistischer Hinsicht als schwer und konservativ. Zudem entstanden einige Einzelstücke, unter ihnen ein Coupé-Aufbau für das letzte Fahrgestell vom Typ Bugatti 101 (Fahrgestellnummer 101.504), das in späteren Jahren zeitweise dem Schauspieler Nicolas Cage gehörte. Zeitweise gab es enge Geschäftsbeziehungen zu dem Kleinserienhersteller Deutsch-Bonnet, für den Antem nicht nur einige Straßenfahrzeuge auf der Basis des Modells 2 Litres (1949) fertigte, sondern auch einige Rennsportfahrzeuge einkleidete. Eine Reihe von Einzelstücken entstand auch auf Chassis von Citroën. Vielfach handelte es sich dabei um Coupés im Pontonstil, seltener um viertürige Limousinen, von denen einige ausladende Aufbauten mit frei stehenden Kotflügeln hatten. Als Einzelstück entstand auch eine kleine viertürige Limousine auf dem Fahrgestell des Citroën 2CV. Viele Aufbauten dieser Ära waren Entwürfe von Philippe Charbonneaux. Das galt auch für die 2CV-Limousine.
1955 gab Antem die Karosserieproduktion auf.

### Nutzfahrzeuge
Einer von Antems Söhnen verlagerte den Betrieb in den Ort Doudeville in der Normandie. Dort fertigte das Unternehmen Fahrzeuganhänger und Kabinen für Traktoren. 1997 wurde der Betrieb eingestellt.